# Torpille Black Scorpion
La Black Scorpion est une torpille légère fabriquée par Leonardo en Italie.

## Conception
Le développement de la mini-torpille Black Scorpion est lié au constat fait par Leonardo que les opérations de lutte anti-sous-marine (ASM) ont tendance à se déplacer de la haute mer (eaux bleues) vers des environnements littoraux (eaux vertes), dans des eaux côtières peu profondes et très encombrées, où les armes doivent fonctionner dans un environnement très complexe, et où les systèmes de grande taille ont du mal à évoluer,,. Dans ces scénarios, les menaces croissantes sont les sous-marins de poche, les propulseurs de plongée pour nageurs de combat du type « SEAL Delivery Vehicle » (SDV) et les robots sous-marins autonomes (UUV), capables de naviguer à très faible vitesse en mode silencieux et de se poser longtemps sur le fond marin. Le développement de la mini-torpille est lié au besoin opérationnel d’une arme capable de forcer les menaces potentielles à se dévoiler, accélérant ainsi le processus de leur identification. La mini-torpille a été conçue pour être lancée à partir des tubes de lancement de bouées acoustiques qui se trouvent à bord des hélicoptères ASM et des avions de patrouille maritime. Elle est destinée à être utilisée lorsque le contact sous-marin n’est pas précis. La Black Scorpion « ping » le contact, ce qui localise la cible ou la force à se déplacer. La Black Scorpion peut alors atteindre la cible et lui infliger des dégâts avec sa petite ogive, évitant ainsi de devoir utiliser pour la neutraliser des torpilles plus lourdes et très coûteuses.
Le développement de la Black Scorpion tire parti de l’expérience acquise lors du programme d’armes anti-sous-marines à faible coût « Low Cost Anti-submarine Weapon » (LCAW) mené par Whitehead Alenia Sistemi Subacquei S.p.A. (WASS) à la fin des années 1980. La Black Scorpion bénéficie aussi de la structure à haute résistance et des technologies miniaturisées de l’émulateur de cible mouvante « Mobile Target Emulator » (MTE) ainsi que des derniers développements en matière de traitement des signaux acoustiques et de batteries issus du programme de torpille lourde Black Shark Advanced (BSA).

### Caractéristiques
La torpille Black Scorpion a une longueur de 1,1 mètre et un diamètre de cinq pouces (127 mm),, qui la rend compatible avec les systèmes de lancement de bouées acoustiques de type A ou avec les lanceurs de contre-mesures (ou leurres) anti-torpilles de Leonardo. Son corps est « plus ou moins » basé sur le nouveau système de leurre anti-torpilles de Leonardo « Mobile Jammer Target Emulator » (MJTE). La Black Scorpion a une structure très résistante. Elle pèse 11 kg et emporte une charge de 2,8 kg d’explosif en poudre polymérisé (PBX), suffisante pour contrer ses cibles et (au minimum) interrompre leur mission. Une version d’exercice est également disponible, permettant l’entraînement et la simulation de lancement de torpille sans l’utilisation d’une charge explosive réelle.
La Black Scorpion est conçue pour opérer dans des eaux peu profondes, à une profondeur entre 30 et 200 mètres,,,,,. Elle a une vitesse maximale de plus de 15 nœuds,. Elle peut être programmée pour définir une zone de recherche en mer et une profondeur pré-sélectionnées, mais on peut réinitialiser sa profondeur de recherche et son mode d’activation de l’explosif pendant la phase de lancement. La détonation de l’ogive peut être provoquée soit par une fusée de contact à l’impact sur une cible, soit avec temporisation (à retardement), soit quand la batterie est totalement déchargée,,.
Théoriquement, la Black Scorpion peut être utilisée comme système anti-torpille. Interrogé sur la possibilité d’utiliser la Black Scorpion comme anti-torpille ou comme torpille ASM, Leonardo a répondu que c’était techniquement faisable, mais que cela mettrait beaucoup d’attentes et de pression en termes de performances sur la Black Scorpion car il s’agit d’une torpille légère miniature à laquelle on demande de détruire une torpille lourde ou un sous-marin. Ainsi, l’utilisateur ne doit pas s’attendre à la portée, aux performances et aux caractéristiques d’une torpille légère, moyenne ou lourde comme celles que Leonardo fabrique également. Leonardo recommande plutôt d’acheter des torpilles légères, moyennes ou lourdes pour une utilisation contre les sous-marins ou les grands navires de surface. Compte tenu du fait que le taux de succès doit dépasser 70 % pour une protection suffisante de la plate-forme de lancement, et que le taux de destruction de la cible est étroitement lié à l’exactitude des données collectées, qui dépendent fortement des conditions environnementales, Leonardo a démontré que la technologie des leurres anti-torpilles est une solution défensive éprouvée, et meilleure que tout système de destruction des torpilles.

### Plateformes
La Black Scorpion peut être lancée depuis diverses plates-formes aériennes, de surface et sous-marines. Parmi les vecteurs aériens possibles, il y a les avions de patrouille maritime et les hélicoptères ASM (la Black Scorpion peut être logée à l’intérieur d’un lanceur de bouées acoustiques de type A dont ces aéronefs sont déjà équipés), ou encore les véhicules aériens sans pilote (UAV) ou drones hélicoptères. Grâce aux tubes spécialement développés (modèles B537 et B538) la mini-torpille peut aussi être transportée et tirée à partir de plate-formes de surface comme des petites embarcations d’attaque côtière rapides, habitées et non habitées, telles que le navire à grande vitesse Commando 40 de Leonardo, de 10 mètres de long, ou des drones de surface navals (USV). Enfin elle peut être lancée depuis des sous-marins. Un sous-marin léger de 250 tonnes peut être équipé de six tubes externes spécialement développés (modèle B534) fixés de chaque côté, à bâbord et à tribord, soit jusqu’à douze Black Scorpion. Un sous-marin de poche peut transporter six torpilles,. La Black Scorpion est annoncée pour pouvoir fonctionner avec les « SEAL Delivery Vehicle » (SDV) tels que ceux utilisés par les Navy SEALs des États-Unis ou des sous-marins sans pilote (UUV). Questionné sur le sujet de savoir si la Black Scorpion pouvait être utilisée par les « Dry Combat Submersible » (DCS) et les « SEAL Delivery Vehicle » (SDV), un responsable de Leonardo a répondu que le SDV aurait besoin d’un tube lance-torpilles interne adapté aux dimensions de la torpille miniature. Cependant, la Black Scorpion a déjà été installée sur un navire de 10 mètres de longueur, donc il devrait donc être techniquement possible de l’installer à l’intérieur d’un SDV ou d’un DCS. L’entreprise a indiqué qu’elle est actuellement en train d’intégrer la mini-torpille à bord de navires de surface sans équipage (USV) et de sous-marins de poche. À la question de savoir si la Black Scorpion avait déjà été testée à partir de drones, Leonardo a répondu que cela n’avait pas encore le cas, mais l’entreprise a déjà réalisé une étude de faisabilité prouvant qu’un tel concept est tout à fait réalisable. L’étude a même déjà identifié le modèle de drone qui pourrait être utilisé comme plate-forme pour déployer la Black Scorpion,. Dès qu’une telle demande sera émise par un client, la prochaine étape consistera donc à effectuer des tests avec des drones.

## Historique
La Black Scorpion a été dévoilée pour la première fois lors du salon Euronaval 2014. Leonardo avait alors annoncé que la torpille était en cours de qualification avant son introduction sur le marché, et que ce processus était « en bonne voie ». La société n’a pas révélé quand le processus de qualification serait terminé, mais c’était prévu pour 2021. Les responsables de Leonardo ne prévoyaient pas que ce processus serait long, car la qualification est adaptée à une mini-torpille légère, et les exigences pour la Black Scorpion sont donc moins sévères que pour des torpilles plus grandes et plus lourdes, telles que la Black Arrow.
En juillet 2020, Leonardo a présenté cinq systèmes d'armes navals lors d’une exposition virtuelle, en raison de la pandémie de Covid-19. La société a diffusé en direct via un streaming virtuel et a mis une vidéo d’une heure à la disposition des spectateurs, via une invitation envoyée par e-mail. Des questions ont été posées à la fin de la présentation et les réponses ont été intégrées dans la description des systèmes. En plus de la présentation en direct, la société a mis en place un stand virtuel. La Black Scorpion faisait partie des cinq systèmes qui ont été montrés et décrits en détail. Leonardo a annoncé que la Black Scorpion avait déjà obtenu un certain nombre de contrats pour divers clients non divulgués, sans plus de précisions. Dans le passé, les activités de marketing de la société étaient principalement concentrées au Moyen-Orient et en Asie, où les clients potentiels constatent une menace sous-marine accrue et cherchent à se procurer des plates-formes sous-marines et des armes pour protéger leurs eaux territoriales.
La même année, Leonardo a présenté la Black Scorpion à Euronaval Online, l’édition virtuelle du salon Euronaval 2020, qui s’est déroulé du 19 au 25 octobre 2020.
Le 14 février 2023, la société britannique de technologie maritime Kraken Technology Group (KTG) a publié un communiqué de presse pour annoncer la signature avec Leonardo d’un accord de partenariat dans plusieurs domaines de collaboration et de développement, à commencer par l’intégration de la Black Scorpion dans la plate-forme Kraken K50, pour améliorer ses capacités dans le domaine de la lutte anti-sous-marine. Le Kraken K50, en cours de développement et présenté pour la première fois au salon maritime Euronaval à Paris en octobre 2022, est un navire de combat modulaire conçu pour fonctionner seul ou en essaim. Lourdement armé, combinant les dernières technologies pour protéger au mieux les infrastructures et les intérêts des États souverains, il est conçu pour fournir une réponse efficace aux menaces sur les eaux littorales,,,,,.
La start-up Highland Systems, basée aux Émirats arabes unis, a négocié avec Leonardo l’achat de torpilles Black Scorpion pour armer son sous-marin de poche Kronos,,. Le Kronos dispose de six tubes lance-torpilles (trois de chaque côté de la coque), dirigés vers l’avant pour cette mini-torpille. Les torpilles Black Scorpion ne sont pas assez puissantes pour couler un navire, contrairement à une torpille lourde, mais elles peuvent faire suffisamment de dégâts pour l’immobiliser, par exemple en s’approchant de son sillage et en tirant sur ses hélices.